# Dennis Maruk
Dennis John Maruk (* 17. November 1955 in Toronto, Ontario) ist ein ehemaliger kanadischer Eishockeyspieler und -trainer, der von 1975 bis 1989 für die California Golden Seals bzw. Cleveland Barons, Minnesota North Stars und Washington Capitals in der National Hockey League spielte.

## Karriere
Als Junior spielte er in seiner Heimatstadt bei den Toronto Marlboros in der OHA. Um Gordie Howes Söhne Mark und Marty zusammenzubringen, wurde er an die London Knights weitergegeben. Hierüber schwer enttäuscht, wollte er schon seine Karriere beenden, doch durch gutes Zureden seiner Schwester und die Aussicht mit Sport gutes Geld verdienen zu können, entschied er sich zum Weitermachen und wurde einer der besten Scorer der Juniorenliga.  Beim NHL Amateur Draft 1975 erging es ihm wie vielen kleingewachsenen Spielern, die als Junioren herausragende Leistungen brachten. Viele Teams trauten es ihm nicht zu, sich in der NHL durchzusetzen und so dauerte es bis in die zweite Runde hinein, als ihn die California Seals als 21. auswählten. Auch die World Hockey Association warf ihre Angeln nach ihm aus. Die Cleveland Crusaders sicherten sich die Rechte für die WHA beim WHA Amateur Draft 1975 in der fünften Runde an 65. Stelle.
Mit 62 Punkten in seiner Rookie-Saison 1975/76 fehlte ihm dann nur ein Punkt, um bester Scorer seines Teams zu werden. Dies gelang ihm in seiner zweiten und dritten Saison, nachdem sein Team nach Cleveland umgezogen war und nun als Cleveland Barons spielte. Dieses Team wurde zur Saison 1978/79 im Rahmen des NHL Dispersal Draft 1978 mit den Minnesota North Stars zusammengelegt, die ihn gerne aufnahmen. Doch schon vor Saisonbeginn entschied man sich auf Bobby Smith zu setzen und gab ihn für ein Erstrunden-Draftrecht an die Washington Capitals. Maruk war gekränkt, das man so wenig auf ihn hielt, doch es gelang ihm, seine Enttäuschung in gute Leistungen umzuwandeln. In vier seiner fünf Jahre bei den Capitals war er bester Scorer seines Teams. Nur eine Verletzung in der Saison 1979/80, die ihn nur bei 27 Spielen auflaufen ließ, verhinderte dies in einer Spielzeit. Der Höhepunkt waren sicherlich die 60 Tore und 136 Punkte in der Saison 1981/82.
Ähnlich unspektakulär war dann sein Wechsel zurück zu den Minnesota North Stars, für die er ab der Saison 1983/84 wieder spielte. Lediglich ein Zweitrunden-Draftrecht war der Preis. In Minnesota gingen seine Statistiken zurück. Anfangs gelangen ihm noch 60 Punkte im Jahr, in der Saison 1986/87 waren es nur noch 46. Nach einer Verletzung im Jahr darauf, spielte er zur Saison 1988/89 noch sechs Spiele in der NHL, sowie fünf für die Kalamazoo Wings in der International Hockey League.
Nach Ende seiner aktiven Karriere trainierte er einige unterklassige Teams und ging dabei bisweilen selbst noch aufs Eis. Die prominenteste Station waren die Baton Rouge Kingfish in der East Coast Hockey League.

## Sportliche Erfolge
- 1983 Bronzemedaille bei der Weltmeisterschaft

### Persönliche Auszeichnungen
- Metro OHA-B Rookie of the Year: 1971
- Emms Family Award: 1973
- Red Tilson Trophy: 1975
- Teilnahme am NHL All-Star Game: 1978 und 1982